# SBT Manchetes
SBT Manchetes foi um telejornal do SBT. Foi ao ar primeira vez em 1º de outubro de 2007 dàs 19h às 19h45. Seus apresentadores foram Cynthia Benini e Carlos Nascimento. Os telespectadores podiam ligar e darem opinião na pergunta do dia. O telejornal deixou de ser exibido no começo de novembro.

## Exibição
O telejornal tinha duração de 45 minutos somente nas áreas de sinal do SBT da Cidade de São Paulo, onde nos seus primeiros minutos funcionava como jornal local. No restante do país as retransmissoras do SBT exibiam seus telejornais locais, e somente após isso, o SBT Manchetes entrava em rede nacional.
O telejornal concorria com as emissoras das redes Bandeirantes e Record nos horários fixos (19h20-20h15 e 19h45-20h30, respectivamente), mas por conta da baixa audiência deixou de ser exibido.
O programa foi apresentado ainda por César Filho, Cynthia Benini, Joyce Ribeiro, Hermano Henning e Analice Nicolau.

## Equipe

### Apresentadores
- Carlos Nascimento
- Cynthia Benini

### Apresentadores eventuais
- César Filho
- Joyce Ribeiro
- Analice Nicolau
- Hermano Henning